# Hans von Dohnanyi
Hans von Dohnanyi [doˈnaːni] (Taufname Johann von Dohnányi [ˈdohnaːɲi], * 1. Januar 1902 in Wien; † 9. April 1945 im KZ Sachsenhausen) war ein deutscher Jurist. Als Widerstandskämpfer gegen den Nationalsozialismus wurde er kurz vor Kriegsende hingerichtet.

## Leben
Hans von Dohnanyi ist eines von mehreren prominenten Mitgliedern der ungarischen Adelsfamilie Dohnányi. Er wurde als Sohn des ungarischen Komponisten Ernst von Dohnányi und dessen Frau, der Pianistin Elisabeth Kunwald, geboren. Nach der Trennung seiner Eltern wuchs er in Berlin auf. Er besuchte dort gemeinsam mit Dietrich und Klaus Bonhoeffer das Grunewald-Gymnasium. Von 1920 bis 1924 studierte er in Berlin Rechtswissenschaft. 1925 promovierte er zum Dr. jur. mit dem Thema Der internationale Pachtvertrag und der Anspruch der Tschechoslowakei auf das Pachtgebiet im Hamburger Hafen über den Moldauhafen.
Nach dem ersten Staatsexamen 1924 („vollbefriedigend“) heiratete er 1925 Christine Bonhoeffer, eine Schwester seiner Schulfreunde Dietrich und Klaus Bonhoeffer und Tochter von Karl Bonhoeffer. Mit der Heirat verdeutschte er die Aussprache und Schreibung seines Familiennamens, indem er die Wortbetonung auf das „a“ verschob (im Ungarischen auf der ersten Silbe) und den Akut entfernte (der im Ungarischen Vokallänge anzeigt). Mit seiner Frau hatte er drei Kinder, Barbara (1926–2016), Klaus (* 1928) und Christoph (* 1929). Christine Bonhoeffer brach für ihre drei kurz hintereinander geborenen Kinder und angesichts des vielbeschäftigten Ehemanns ihr Zoologie-Studium ab und verzichtete auf eine eigene Berufstätigkeit. Hans von Dohnanyi erwarb etwas später in Sacrow ein Haus, wo er mit seiner Familie wohnte.
1928 bestand Hans von Dohnanyi die zweite juristische Staatsprüfung („gut“). Nach kurzer Tätigkeit beim Hamburger Senat im Jahre 1928 begann Dohnanyi in Berlin 1929 eine Laufbahn beim Reichsjustizministerium als persönlicher Referent mehrerer Justizminister mit der Dienstbezeichnung Staatsanwalt und seit 1934 als Regierungsrat. Durch den Reichsjustizminister Franz Gürtner wurde er gefördert. Gürtner und Dohnanyi waren befreundet. 1932 war Dohnanyi zwischenzeitlich Adjutant des Reichsgerichtspräsidenten Erwin Bumke und bearbeitete in dieser Funktion die Klage des Landes Preußen gegen das Reich, die Preußen nach dem vom Reich geführten Preußenschlag erhoben hatte.
Nach den von Hitler befohlenen Ermordungen im Verlauf der „Röhm-Affäre“ fertigte Dohnanyi für sich Aufzeichnungen über Verbrechen des Regimes an, um nach einem eventuellen Regierungsumsturz Beweismittel für einen rechtsstaatlichen Prozess zur Hand zu haben.
Am 5. Juni 1934 nahm Dohnanyi als Referent des NS-Reichsjustizministers Franz Gürtner neben diesem und Roland Freisler sowie Fritz Grau an der 37. Sitzung der Strafrechtskommission teil, die Alexandra Przyrembel als „erstes bedeutendes Brainstorming“ zur Vorbereitung der Nürnberger Gesetze und ihrer Ausführungsbestimmungen bezeichnet. Auf der Sitzung kritisierte er, dass mit dem dort ausgearbeiteten Gesetzentwurf nicht das übergeordnete Ziel der „Rassengesetzgebung“ erreicht würde, nämlich die Garantie eines grundsätzlichen „Rassenschutzes“.
Als seine zunehmend kritische Haltung zur NS-Rassenpolitik 1938 bekannt wurde, versetzte ihn Minister Franz Gürtner als Reichsgerichtsrat an das Reichsgericht nach Leipzig.
Kurz vor Beginn des Zweiten Weltkriegs forderte Generalmajor Hans Oster ihn als Sonderführer für das von Admiral Wilhelm Canaris geleitete Amt Ausland/Abwehr des Oberkommandos der Wehrmacht in Berlin an, das gegen Kriegsende zu einem Zentrum des Widerstands gegen Adolf Hitler wurde.
Ende November 1941 wurde er vom Reichsgericht entlassen. Dohnanyi ermöglichte 1942 im Rahmen der sogenannten Operation U-7 14 Juden, darunter den Berliner Rechtsanwälten Fritz Arnold und Julius Fliess mit ihren Familienangehörigen getarnt als Agenten der Abwehr, die Flucht in die Schweiz. Bei einem geheimen Aufenthalt in der Schweiz hatte Dohnanyi die Aufnahme der Flüchtlinge vorbereitet.
Im März 1943 beteiligte er sich am Attentats- und Putschversuch Henning von Tresckows gegen Hitler. Die in Smolensk in dessen Flugzeug geschmuggelte Bombe versagte jedoch.
Am 5. April 1943 wurde Dohnanyi festgenommen (unter dem Vorwurf angeblicher Devisenvergehen, unter anderem Geldgeschäfte mit Jauch & Hübener). Heeresrichter Karl Sack verschleppte das Verfahren gegen ihn absichtlich. 1944 wurde Dohnanyi in das KZ Sachsenhausen eingeliefert. Nachdem das Attentat vom 20. Juli 1944 auf Hitler und der Umsturzversuch gescheitert waren, wurden am 22. September 1944 geheime Aufzeichnungen Dohnanyis gefunden; später, am 5. April 1945, auch ein geheimes Tagebuch von Canaris im Bunker Wünsdorf Zeppelin in Zossen. Damit verschärfte sich die Beweislage gegen Dohnanyi (und auch gegen Pastor Dietrich Bonhoeffer, Admiral Wilhelm Canaris, Generalmajor Hans Oster, Generalstabsrichter Karl Sack und Hauptmann Ludwig Gehre) erheblich. Hitler befahl Ernst Kaltenbrunner, der ihm die Sachlage darstellte, die Beschuldigten hinrichten zu lassen. Dieser beauftragte den Abteilungsleiter im Reichssicherheitshauptamt Walter Huppenkothen damit. Huppenkothen reiste nach Sachsenhausen und fungierte dort als Ankläger eines für den 6. April 1945 einberufenen „Sondergerichts“, dem ein SS-Richter vorsaß und dem weitere SS-Leute angehörten – auch der Kommandant des Konzentrationslagers. Es gab keinen Protokollführer und keine Verteidiger für Dohnanyi. In dem Schnellverfahren wurde der in der Haft misshandelte und bereits schwer erkrankte, auf einer Trage liegende Dohnanyi zum Tode verurteilt; am 9. April 1945 wurde er gehängt.

## Juristische Aufarbeitung
Der Ankläger in Sachsenhausen und Flossenbürg Walter Huppenkothen wurde (neben dem Vorsitzenden des Standgerichts Flossenbürg Otto Thorbeck) nach dem Ende des NS-Regimes in der Bundesrepublik Deutschland wegen Beihilfe zum Mord angeklagt. Nachdem der Bundesgerichtshof 1952 zunächst zwei Freisprüche des Schwurgerichts aufgehoben hatte, wechselte er 1956 im dritten Revisionsverfahren seine Ansicht. Er hob die Verurteilung Thorbecks und Huppenkothens auf und sprach sie vom Vorwurf der Beihilfe zum Mord durch die Beteiligung am Standgerichtsverfahren frei, weil das Standgericht ordnungsgemäß errichtet gewesen sei und nach dem damals geltenden Recht geurteilt habe; man könne den Angeklagten nicht vorwerfen, dieses Recht gebeugt zu haben.
Besonderes Unverständnis rief die Begründung des Bundesgerichtshofs für diese Verurteilung hervor. Demnach war Grund für die Verurteilung nicht die Beteiligung an der Hinrichtung, sondern der Tatbestand, dass Huppenkothen es versäumt hätte, vor der Tötung von Wilhelm Canaris, Ludwig Gehre, Hans Oster und Karl Sack die Bestätigung des Urteils durch den obersten Gerichtsherrn, in diesem Fall Ernst Kaltenbrunner, einzuholen. Mit Kaltenbrunners Unterschrift wäre das Handeln Huppenkothens nach Auffassung des BGH von 1956 also rechtmäßig gewesen. Vom Vorwurf einer unrechtmäßigen Tötung von Dohnanyis wurde Huppenkothen außerdem freigesprochen, weil im Zweifel für den Angeklagten nicht festgestellt werden könne, dass der Gerichtsherr dieses „Urteil“ doch bestätigt habe.
1995 distanzierte sich der Bundesgerichtshof erstmals von dieser seiner Rechtsprechung aus dem Jahre 1956, dies in einem Urteil zur Richtertätigkeit in der ehemaligen DDR. Das Urteil gegen Dohnanyi und andere wurde durch das zum 1. September 1998 in Kraft getretene Gesetz zur Aufhebung nationalsozialistischer Unrechtsurteile in der Strafrechtspflege aufgehoben.
Günter Hirsch, Präsident des Bundesgerichtshofs von 2000 bis 2008, sagte 2002 anlässlich eines Festaktes zum 100. Geburtstag von Hans von Dohnanyi: „Für dieses Urteil“ (aus dem Jahr 1956) „des Bundesgerichtshofs, an dem im übrigen ein Richter mitgewirkt hat, der im Dritten Reich Beisitzer eines Sondergerichts und später Oberkriegsgerichtsrat war, muß man sich schämen.“ Außerdem führte er aus: „Die Täter wurden letztendlich durch ein Urteil des Bundesgerichtshofs 1956 von diesem Justizmord freigesprochen mit einer Begründung, die zur Folge hatte, daß kein einziger der Richter, die während der Nazi-Herrschaft 50.000 Todesurteile gefällt hatten, zur Rechenschaft gezogen wurde.“

## Andenken
Der Staat Israel hat Hans von Dohnanyi am 26. Oktober 2003 als „Gerechten unter den Völkern“ geehrt, weil er unter eigener Lebensgefahr die Familien Arnold und Fliess rettete. Sein Name wurde an der Gedenkstätte Yad Vashem eingemeißelt.
In Leipzig wurde ihm zu Ehren die Dohnanyistraße nach ihm benannt, ebenso in Leverkusen, Karlsruhe, Oranienburg und Haßfurt.  
Die Deutsche Post AG ehrte ihn zu seinem 100. Geburtstag im Jahr 2002 durch die Herausgabe einer Sonderbriefmarke von 0,56 €.

## Dokumente
- Winfried Meyer (Hrsg.): Verschwörer gegen Hitler: „Mir hat Gott keinen Panzer ums Herz gegeben.“ Briefe aus Militärgefängnis und Gestapohaft 1943–1945. DVA, München 2015, ISBN 978-3-421-04711-3.